# ۱۳۹۲ (میلادی)
۱۳۹۲ (میلادی) هزار و سیصد و نود و دومین سال تقویم میلادی است.

## زادگان
- ۱۷ یا ۱۸ دسامبر - ژان هشتم، امپراتور بیزانس

## درگذشتگان
‎